# Every Little Thing She Does Is Magic
Singles de The Police
Invisible Sun (uniquement au Royaume-Uni, 1981) Spirits in the Material World
(1981)
Pistes de Ghost in the Machine
Spirits in the Material World Invisible Sun
Every Little Thing She Does Is Magic est une chanson du groupe The Police sortie en 1981 sur l'album Ghost in the Machine. Le single s'est vendu à plus de 150 000 exemplaires en France.

## Histoire
La chanson, bien que sortie en 1981, a originellement été écrite par Sting en 1976. Une vieille version acoustique enregistrée dans la maison de Mike Howlett à l'automne 1976, peut être entendue sur l'album Strontium 90: Police Academy du groupe Strontium 90.
La partie du piano a été ajoutée par le claviériste Jean Alain Roussel. On lui doit l'arrangement de cette chanson. Il aurait proposé cet arrangement parce que Sting buttait sur quelques chansons, notamment celle-ci.

## Le vidéo-clip
Le vidéo de Every Little Thing She Does Is Magic a été tourné dans le studio de Montserrat pendant l'enregistrement de l'album Ghost in the Machine. Il est divisé en trois parties. La première montre le groupe devant des tables de mixage. Dans la deuxième partie, le groupe est dans la salle d'enregistrement où Sting est vu jouant de la contrebasse. La dernière partie se déroule à l'extérieur du studio devant des habitants de l'île[réf. nécessaire]. 

## Anecdotes
Les paroles 
« Do I have to tell the story
Of a thousand rainy days since we first met.
Its a big enough umbrella,
But its always me that ends up getting wet. »
sont aussi les dernières paroles de la chanson Seven days de Sting.

## Classements hebdomadaires
| Classement (1981)                      | Meilleure position |
| -------------------------------------- | ------------------ |
| Allemagne (Media Control AG)           | 21                 |
| Australie (Kent Music Report)          | 2                  |
| Belgique (Flandre Ultratop 50 Singles) | 3                  |
| Canada (RPM Singles Chart)\|           | 1                  |
| États-Unis (Hot 100)                   | 3                  |
| États-Unis (Mainstream Rock)           | 1                  |
| France (IFOP)                          | 5                  |
| Irlande (IRMA)                         | 1                  |
| Norvège (VG-lista)                     | 5                  |
| Nouvelle-Zélande (RMNZ)                | 7                  |
| Pays-Bas (Nederlandse Top 40)          | 1                  |
| Pays-Bas (Single Top 100)              | 1                  |
| Royaume-Uni (UK Singles Chart)         | 1                  |

## Certifications
| Pays                 | Certification | Date       | Unités certifiées |
| -------------------- | ------------- | ---------- | ----------------- |
| Espagne (Promusicae) | Or            | 01/2024    | 30 000            |
| Royaume-Uni (BPI)    | Platine       | 29/03/2024 | 600 000           |

## Musiciens
- Sting : guitare basse, voix principale et chœur
- Andy Summers : guitare, chœur
- Stewart Copeland : batterie
- Jean Roussel : piano